# Ördögfácán
Az ördögfácán vagy nepáli fácán (Lophura leucomelanos) a madarak osztályának tyúkalakúak (Galliformes) rendjébe és a fácánfélék (Phasianidae) családjába tartozó faj.

## Előfordulása
Banglades, Bhután, Kína, India, Mianmar, Nepál, Pakisztán és Thaiföld területén honos.
1962-ben betelepítették a Hawaii-szigetekre, ahol nagyon jól meghonosodott.

## Alfajai
- nepáli fácán (Lophura leucomelanos leucomelanos) - Nepál
- Hamilton-fácán Lophura leucomelanos hamiltoni - A Himalája nyugati része, az Indus folyótól Nepálig
- feketehátú fácán (Lophura leucomelanos melanota) - Szikkim és Bhután
- Moffitt-fácán (Lophura leucomelanos moffitti)
- Horsfield-fácán (Lophura leucomelanos lathami) - Bhután keleti része, Asszám északi területei és Burma nyugati fele
- Williams-fácán (Lophura leucomelanos williamsi) - Manipur és Burma keleti része
- Oates-fácán (Lophura leucomelanos oatesi) - Arrakan tartomány (Burma)
- Lophura leucomelanos fockelmanni

## Megjelenés e
A hím testhossza 65–73 mm centiméter, a tojóé 50-60 centiméter.
|  |  |

## Szaporodása
Fészekalja 6-9 tojásból áll, melyen 20-22 napig kotlik.